# Cœur de lion (film)
Pour les articles homonymes, voir Cœur de Lion.
 (mars 2023).
Si vous disposez d'ouvrages ou d'articles de référence ou si vous connaissez des sites web de qualité traitant du thème abordé ici, merci de compléter l'article en donnant les références utiles à sa vérifiabilité et en les liant à la section « Notes et références ».
Pour plus de détails, voir Fiche technique et Distribution.
Cœur de lion ou Cœur de lion : la croisade des enfants au Québec (titre original : Lionheart) est un film d'aventures américano-hongrois réalisé par Franklin J. Schaffner, sorti en 1987 mais resté inédit en salles en France.

## Synopsis
Au Moyen Âge en Europe, un jeune chevalier exilé, Robert Nerra, va prendre en charge une bande d'orphelins pour rejoindre la troisième sainte croisade menée par Richard Cœur de Lion.
Robert devra les protéger du Chevalier noir, un ancien croisé désillusionné, devenu un marchand d'enfants qu'il destine à l'esclavage...

## Fiche technique
- Titre : Cœur de lion
- Titre québécois : Cœur de lion : la croisade des enfants
- Titre original : Lionheart
- Réalisation : Franklin J. Schaffner
- Scénario : Menno Meyjes et Richard Outten
- Photographie : Alec Mills
- Montage : David Bretherton
- Musique : Jerry Goldsmith
- Producteurs : Francis Ford Coppola (producteur exécutif), Stanley O'Toole (en), Talia Shire et Jack Schwartzman
- Société de distribution : Orion Pictures
- Langue : anglais
- Durée : 104 minutes
- Dates de sortie :
  - États-Unis : 14 août 1987
  - France : inédit en salles

## Distribution
- Eric Stoltz : Robert Nerra
- Gabriel Byrne : Edward, le Chevalier noir
- Nicola Cowper : Blanche
- Dexter Fletcher : Michael
- Nicholas Clay : Charles de Montfort
- Deborah Moore : Mathilda
- Nicholas Clay : Charles De Montfort
- Bruce Purchase : Simon Nerra
- Neil Dickson : Richard Cœur de Lion
- Penny Downie : Madelaine
- Nadim Sawalha : Selim
- John Franklyn-Robbins : l'abbé
- Chris Pitt : Odo
- Matthew Sim : Hugo
- Sammi Davis : Baptista
- Wayne Goddard : Louis
- Courtney Roper-Knight : David
- Michael Sundin : Bertram
- Haluk Bilginer : le marchant
- Ralph Michael : William Nerra
- Barry Stanton : le Duc de Bar
- Jan Waters : la Duchesse de Bar
- Ann Firbank : la femme catatonique

## Bande originale
Le long-métrage acquiert une certaine notoriété via la bande originale de Jerry Goldsmith, ami et collaborateur de longue date du réalisateur Franklin J. Schaffner, dont ce fut la dernière œuvre commune.
Contrairement au film, la partition de Goldsmith bénéficie d'une distribution mondiale : elle fut éditée en double disque vinyle sous le label Varese Sarabande en 1987. Elle est considérée comme une des grandes réussites épiques du compositeur, aux côtés des partitions de Lancelot, le premier chevalier (First Knight) en 1995, puis de l'une de ses dernières compositions, Prisonniers du temps (Timeline) pour Richard Donner en 2003.

### Première édition
1er disque
| 1.    | The Ceremony        | 2:42 |
| 2.    | Failed Knight       | 3:18 |
| 3.    | Robert and Blanche  | 3:49 |
| 4.    | Children in Bondage | 5:02 |
| 5.    | The Banner          | 5:58 |
| 6.    | The Lake            | 3:37 |
| 7.    | Mathilda            | 5:57 |
| 8.    | The Wrong Flag      | 3:16 |
| 9.    | King Richard        | 8:34 |
| 42:13 |                     |      |

2e disque
| 1.    | The Castle          | 1:26 |
| 2.    | The Circus          | 3:07 |
| 3.    | Gates of Paris      | 2:09 |
| 4.    | The Plague          | 5:33 |
| 5.    | Final Fight         | 3:13 |
| 6.    | The Road from Paris | 2:04 |
| 7.    | The Dress           | 2:23 |
| 8.    | Forest Hunt         | 7:45 |
| 9.    | Paris Underground   | 4:09 |
| 10.   | Bring Him Back      | 2:39 |
| 11.   | The Future          | 5:45 |
| 40:12 |                     |      |

### Seconde édition (The Epic Symphonic Score)
| 1.    | The Ceremony        | 2:42 |
| 2.    | Failed Knight       | 3:18 |
| 3.    | The Circus          | 3:07 |
| 4.    | Robert and Blanche  | 3:49 |
| 5.    | Children in Bondage | 5:02 |
| 6.    | The Road from Paris | 2:04 |
| 7.    | The Lake            | 3:37 |
| 8.    | The Banner          | 5:58 |
| 9.    | The Castle          | 1:26 |
| 10.   | Mathilda            | 5:57 |
| 11.   | The Wrong Flag      | 3:16 |
| 12.   | The Dress           | 2:23 |
| 13.   | Forest Hunt         | 7:45 |
| 14.   | Final Fight         | 3:13 |
| 15.   | King Richard        | 8:34 |
| 62:11 |                     |      |

### Troisième édition (The Deluxe Edition)
1er disque
| 1.    | The Castle (Main Title) | 1:26 |
| 2.    | The Ceremony            | 2:49 |
| 3.    | Bring Him Back          | 2:39 |
| 4.    | Failed Knight           | 3:21 |
| 5.    | The Circus              | 3:07 |
| 6.    | Robert and Blanche      | 3:49 |
| 7.    | Bondage                 | 1:51 |
| 8.    | Black Prince            | 1:55 |
| 20:57 |                         |      |

2e disque
| 1.    | Children In Bondage                     | 5:02 |
| 2.    | The Future                              | 1:58 |
| 3.    | Gates Of Paris                          | 2:09 |
| 4.    | Paris Underground                       | 4:09 |
| 5.    | The Road from Paris                     | 2:04 |
| 6.    | The Banner/The New Court                | 5:58 |
| 7.    | The Dress                               | 2:23 |
| 8.    | Mathilda                                | 5:57 |
| 9.    | The Plague                              | 5:33 |
| 10.   | Forest Hunt                             | 7:45 |
| 11.   | The Lake                                | 3:37 |
| 12.   | The Wrong Flag                          | 3:16 |
| 13.   | Final Fight                             | 3:13 |
| 14.   | King Richard/End Title (Robert's Theme) | 8:34 |
| 61:41 |                                         |      |

## Production
Sauf indication contraire, les informations mentionnées dans cette section peuvent être confirmées par la base de données cinématographiques IMDb,  présente dans la section « Liens externes ».Le film est produit par l'actrice Talia Shire, la sœur de Francis Ford Coppola et par son mari Jack Schwartzman via leur société de production, Taliafilm.
Le tournage a eu lieu en Hongrie et au Portugal.
Après avoir été plusieurs fois reporté, Lionheart sort au Canada et aux États-Unis en août 1987 pour une diffusion limitée. Le film reçoit un accueil globalement négatif.